# Гуи, Луиджи
Луиджи Гуи (26 сентября 1914, Падуя, Италия — 26 апреля 2010, Падуя, Италия) — итальянский политический деятель, министр обороны Италии (1968—1970), министр внутренних дел Италии (1974—1976).

## Биография
Окончил философский факультет в Католическом университете Милана, был офицером высокогорного корпуса итальянской армии, воевал в СССР во время Второй мировой войны. Позднее был членом Учредительного собрания.
В 1948—1983 годах избирался в палату депутатов, а затем — в сенат Италии.
- 1962—1968 гг. — министр образования,
- 1968—1970 гг. — министр обороны,
- 1973—1974 гг. — министр здравоохранения,
- 1974 г. — министр по реформе государственного управления Италии,
- 1974—1976 гг. — министр внутренних дел Италии.

Был вовлечён в международный коррупционный скандал — «дело Локхид», но был оправдан Конституционным судом.